# Какаду філіппінський

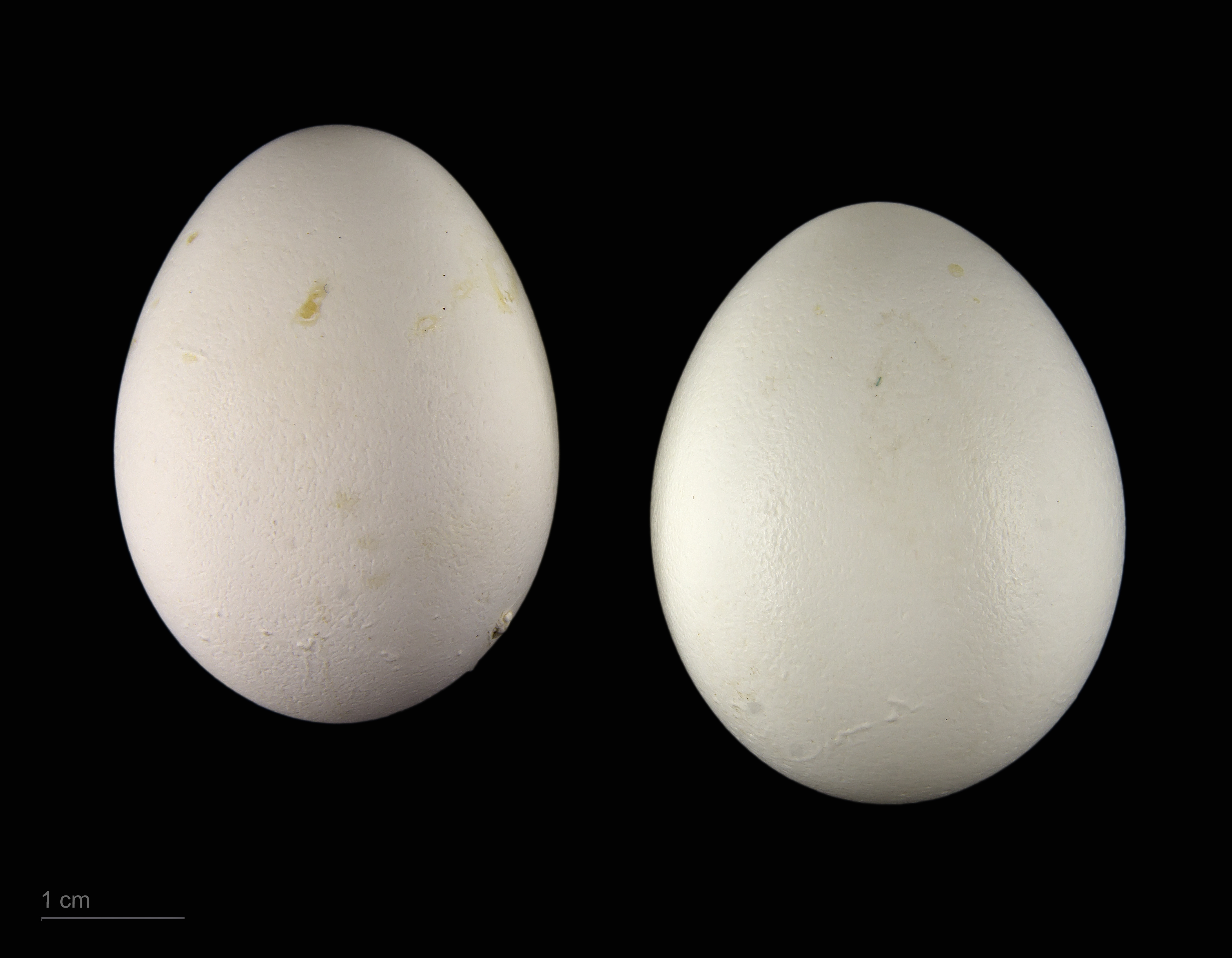
яйце Cacatua haematuropygia - Тулузький музей

Какаду філіппінський (Cacatua haematuropygia) — зникаючий вид папуг, що є ендеміком Філіппін.

## Опис
Оперення біле з червоним наконечником на хвості. Він досягає 12 см в довжину і має розмах крил 21,5 см.

## Розповсюдження і статус
Філіппінські какаду раніше були широко поширені на всіх великих і безлічі дрібних островів Філіппін, за винятком північного і центрального Лусону. На початку 1990-х років загальна популяція оцінювалася в 1000-4000 птахів, однак, до 2008 року була зменшена до, ймовірно, менше, ніж 1000. Тепер ізольовані популяції існують на островах Палаван, Тавітаві, Мінданао і Масбате. На Палавані працює фонд по збереженню Філіппінського какаду з 1998 року.
Цей птах під загрозою зникнення. Популяція різко скоротилася у зв'язку з незаконним виловом птахів. Висока ціна за птахів (близько 160$ в Манілі в 1997 році) сприяє браконьєрству. Іншими факторами є втрата середовища проживання і переслідування, боротьба з сільськогосподарськими шкідниками.

## Поведінка
Філіппінські какаду є соціальним видом, що збираються в галасливі групи, але під час шлюбного сезону, з березня по липень, пари живуть окремо від стада.
Вони живляться насінням, і, в меншій мірі, фруктами, квітами і нектаром. Цей вид може живитись також рисом і кукурудзою, отже, стає сільськогосподарським шкідником.